# Eleições estaduais no Piauí em 1982
As eleições estaduais no Piauí em 1982 ocorreram em 15 de novembro sob regras como voto vinculado, sublegendas e proibição de coligações partidárias tal como nos demais estados brasileiros. Neste dia o PDS elegeu o governador Hugo Napoleão, o vice-governador Bona Medeiros, o senador João Lobo e fez maioria dentre os nove deputados federais e vinte e sete estaduais que foram eleitos.
Filho do diplomata Aluizio Napoleão, o novo governador do Piauí nasceu na cidade norte-americana de Portland quando o pai estava a serviço do governo brasileiro. Advogado formado em 1967 na Pontifícia Universidade Católica do Rio de Janeiro, estagiou na procuradoria-geral de Justiça da Guanabara, foi assessor jurídico do Banco Denasa de Investimentos e membro do escritório de Victor Nunes Leal. Interrompeu sua trajetória profissional ao ingressar na política seguindo os passos do avô, Hugo Napoleão, e do tio, Martins Napoleão. Eleito deputado federal pela ARENA em 1974 e 1978, migrou para o PDS com a reforma partidária sendo eleito governador do Piauí em 1982.
Seu companheiro de chapa é o advogado Bona Medeiros. Nascido em União e formado na Universidade Federal do Piauí, integrou a UDN e a ARENA elegendo-se deputado estadual em 1962, 1966, 1970, 1974 e 1978. Presidente da Assembleia Legislativa do Piauí entre 1975 e 1977, afastou-se do mandato para assumir a prefeitura de Teresina por nomeação dos governadores Helvídio Nunes e Lucídio Portela graças aos dispositivos do Ato Institucional Número Três editado pelo Regime Militar de 1964. Em 1982 foi eleito vice-governador do Piauí pelo PDS.
Eleito senador graças ao aparato das sublegendas, o engenheiro civil João Lobo passou pela UDN e ARENA. Natural de Floriano e formado na Universidade Federal do Rio de Janeiro, foi eleito deputado estadual em 1962, 1966, 1970, 1974 e 1978. Em sua trajetória parlamentar liderou as bancadas a que pertenceu e liderou o primeiro governo Alberto Silva, além de chegar a vice-presidente do legislativo, comandado então pelo vice-governador do estado. Com o fim do bipartidarismo ingressou no PMDB, contudo a incorporação do antigo PP à legenda de Ulysses Guimarães em 20 de dezembro de 1981, o levou para o PDS.

## Resultado da eleição para governador
Segundo o Tribunal Regional Eleitoral do Piauí compareceram às urnas 778.423 eleitores dos quais 85.430 (10,97%) votaram em branco e 22.087 (2,84%) anularam o voto com os 670.906 votos nominais assim distribuídos:
| Candidatos a governador do estado | Candidatos a vice-governador      | Número | Coligação            | Votação | Percentual |
| --------------------------------- | --------------------------------- | ------ | -------------------- | ------- | ---------- |
| Hugo Napoleão PDS                 | Bona Medeiros PDS                 | 1      | PDS (sem coligação)  | 393.818 | 58,70%     |
| Alberto Silva PMDB                | Waldir Ribeiro Dias PMDB          | 5      | PMDB (sem coligação) | 271.274 | 40,43%     |
| José Ribamar dos Santos PT        | Luís Ribamar José Osório Lopes PT | 3      | PT (sem coligação)   | 5.814   | 0,87%      |
| Fontes:                           |                                   |        |                      |         |            |

## Resultado da eleição para senador
Houve 76.410 (9,82%) votos em branco e 28.356 (3,64%) votos nulos.
| Candidatos a senador da República | Candidatos a suplente de senador                    | Número | Coligação            | Votação | Percentual |
| --------------------------------- | --------------------------------------------------- | ------ | -------------------- | ------- | ---------- |
| Chagas Rodrigues PMDB             | -                                                   | 50     | PMDB (sem coligação) | 217.862 | 32,34%     |
| João Lobo PDS                     | -                                                   | 11     | PDS (sem coligação)  | 194.526 | 28,87%     |
| Bernardino Viana PDS              | -                                                   | 10     | PDS (sem coligação)  | 174.930 | 25,97%     |
| João Clímaco d'Almeida PDS        | -                                                   | 12     | PDS (sem coligação)  | 41.474  | 6,16%      |
| Francílio Almeida PMDB            | -                                                   | 51     | PMDB (sem coligação) | 25.722  | 3,82%      |
| Walmor Carvalho PMDB              | -                                                   | 52     | PMDB (sem coligação) | 13.501  | 2,00%      |
| Josué Lustosa Costa PT            | Martinho Pereira de Abreu PT José Brito Pinheiro PT | 30     | PT (sem coligação)   | 5.642   | 0,84%      |
| Fontes:                           |                                                     |        |                      |         |            |

## Deputados federais eleitos
São relacionados os candidatos eleitos com informações complementares da Câmara dos Deputados.

Representação eleita
  PDS: 6
  PMDB: 3

| Deputados federais eleitos | Partido | Votação | Percentual | Cidade onde nasceu | Unidade federativa |
| Freitas Neto               | PDS     | 87.816  | 11,90%     | Teresina           | Piauí              |
| José Luís Maia             | PDS     | 86.070  | 11,65%     | Picos              | Piauí              |
| Ciro Nogueira              | PMDB    | 54.869  | 7,43%      | Pedro II           | Piauí              |
| Wall Ferraz                | PMDB    | 53.226  | 7,21%      | Teresina           | Piauí              |
| Jônathas Nunes             | PDS     | 45.836  | 6,21%      | Jerumenha          | Piauí              |
| Milton Brandão             | PDS     | 44.321  | 6,00%      | Pedro II           | Piauí              |
| Heráclito Fortes           | PMDB    | 42.430  | 5,74%      | Teresina           | Piauí              |
| Ludgero Raulino            | PDS     | 39.019  | 5,28%      | Altos              | Piauí              |
| Tapety Júnior              | PDS     | 32.016  | 4,33%      | Oeiras             | Piauí              |
| Fontes:                    |         |         |            |                    |                    |

## Deputados estaduais eleitos
Em 1978 quase 90% das vagas (21 em 24 possíveis) foram preenchidas pela ARENA. Com a elevação do número de cadeiras para 27 o PDS ficou com dezessete assentos e o PMDB com dez.

Representação eleita
  PDS: 17
  PMDB: 10

| Deputados estaduais eleitos | Partido | Votação | Percentual | Cidade onde nasceu  | Unidade federativa |
| Deoclécio Dantas            | PMDB    | 27.059  | 3,70%      | Teresina            | Piauí              |
| Sebastião Leal              | PDS     | 25.624  | 3,50%      | Uruçuí              | Piauí              |
| Marcelo Coelho              | PDS     | 25.288  | 3,46%      | Teresina            | Piauí              |
| Waldemar Macedo             | PDS     | 22.344  | 3,05%      | São Raimundo Nonato | Piauí              |
| Barros Araújo               | PDS     | 21.138  | 2,89%      | Picos               | Piauí              |
| José Lobão                  | PDS     | 20.015  | 2,74%      | União               | Piauí              |
| Jesualdo Cavalcanti         | PDS     | 19.168  | 2,62%      | Corrente            | Piauí              |
| Marcelo Castro              | PMDB    | 18.662  | 2,55%      | São Raimundo Nonato | Piauí              |
| Xavier Neto                 | PDS     | 18.351  | 2,51%      | Amarante            | Piauí              |
| Juraci Leite                | PDS     | 17.246  | 2,36%      | Pedro II            | Piauí              |
| Humberto Silveira           | PDS     | 17.147  | 2,34%      | Jaicós              | Piauí              |
| Elias Ximenes do Prado      | PMDB    | 16.784  | 2,29%      | Sobral              | Ceará              |
| Wilson Brandão              | PDS     | 16.300  | 2,23%      | Pedro II            | Piauí              |
| Paes Landim                 | PDS     | 16.181  | 2,21%      | São João do Piauí   | Piauí              |
| Maurício Melo               | PDS     | 15.753  | 2,15%      | Campo Maior         | Piauí              |
| Luciano Nunes               | PMDB    | 15.725  | 2,15%      | Oeiras              | Piauí              |
| Sabino Paulo                | PDS     | 15.578  | 2,13%      | São João do Piauí   | Piauí              |
| Wilson Parente              | PDS     | 15.408  | 2,11%      | Cristino Castro     | Piauí              |
| Juarez Tapety               | PDS     | 15.099  | 2,06%      | Oeiras              | Piauí              |
| Moraes Souza                | PDS     | 14.965  | 2,04%      | Parnaíba            | Piauí              |
| Ildefonso Dias              | PDS     | 14.546  | 1,99%      | Sobral              | Ceará              |
| Paulo Silva                 | PMDB    | 13.979  | 1,91%      | Parnaíba            | Piauí              |
| Aquiles Nogueira            | PMDB    | 13.299  | 1,82%      | Pedro II            | Piauí              |
| Ribeiro Magalhães           | PMDB    | 13.161  | 1,80%      | Piracuruca          | Piauí              |
| Tomaz Teixeira              | PMDB    | 12.540  | 1,71%      | Campos Sales        | Ceará              |
| Batista Dias                | PMDB    | 12.348  | 1,69%      | São Raimundo Nonato | Piauí              |
| Paulo Santos Rocha          | PMDB    | 12.238  | 1,67%      | Teresina            | Piauí              |
| Fontes:                     |         |         |            |                     |                    |

## Estatísticas parlamentares
Em 1979 aconteceu a extinção do bipartidarismo e assim a ARENA deu lugar ao PDS enquanto o MDB foi substituído pelo PMDB, por isso não mencionamos os dados referentes ao ano de 1978 preferindo expor a filiação dos deputados nos meses anteriores à eleição e no momento do pleito. 
| Partido | Antes | Em 1982 | Variação |
| ------- | ----- | ------- | -------- |
| PDS     | 06    | 06      |          |
| PMDB    | 02    | 03      |          |

| Partido | Antes | Em 1982 | Variação |
| ------- | ----- | ------- | -------- |
| PDS     | 19    | 17      |          |
| PMDB    | 05    | 10      |          |